# Jožef Holzinger
Jožef Holzinger, slovenski rezbar, * 1735, Maribor, † 1797, Maribor.
Holzinger se je izpopolnjeval pri Jožefu Straubu in je po mojstrovi smrti tudi prevzel vodenje delavnice. Nadaljeval je mojstrovo tradicijo izdelovanja poznobaročnih oltarjev, se kasneje posvetil bolj klasicistični liniji ter se v starosti spet vrnil k prvotnemu slogu.
Njegovi oltarji krasijo cerkve v Spodnji Voličini, Kamnici pri Mariboru, Virovitici, Hočah, Malečniku, Lenartu v Slovenskih goricah, Zavrču, Veliki Nedelji, ...
Holzinger velja za zadnjega poznobaročnega umetnika slovenske Štajerske.